# Ludwig von Hofer

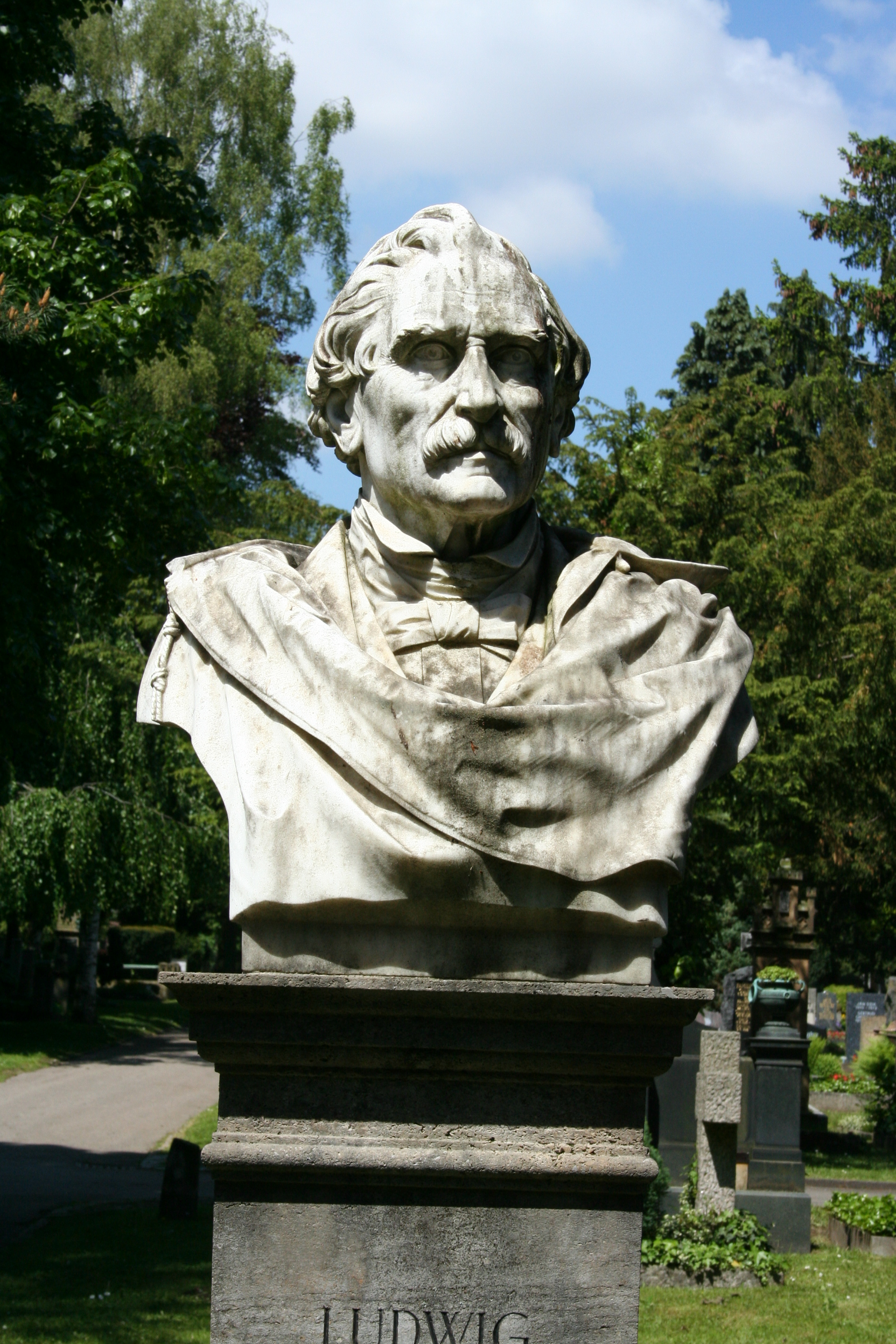
Büste Ludwig Hofers auf dem Pragfriedhof Stuttgart

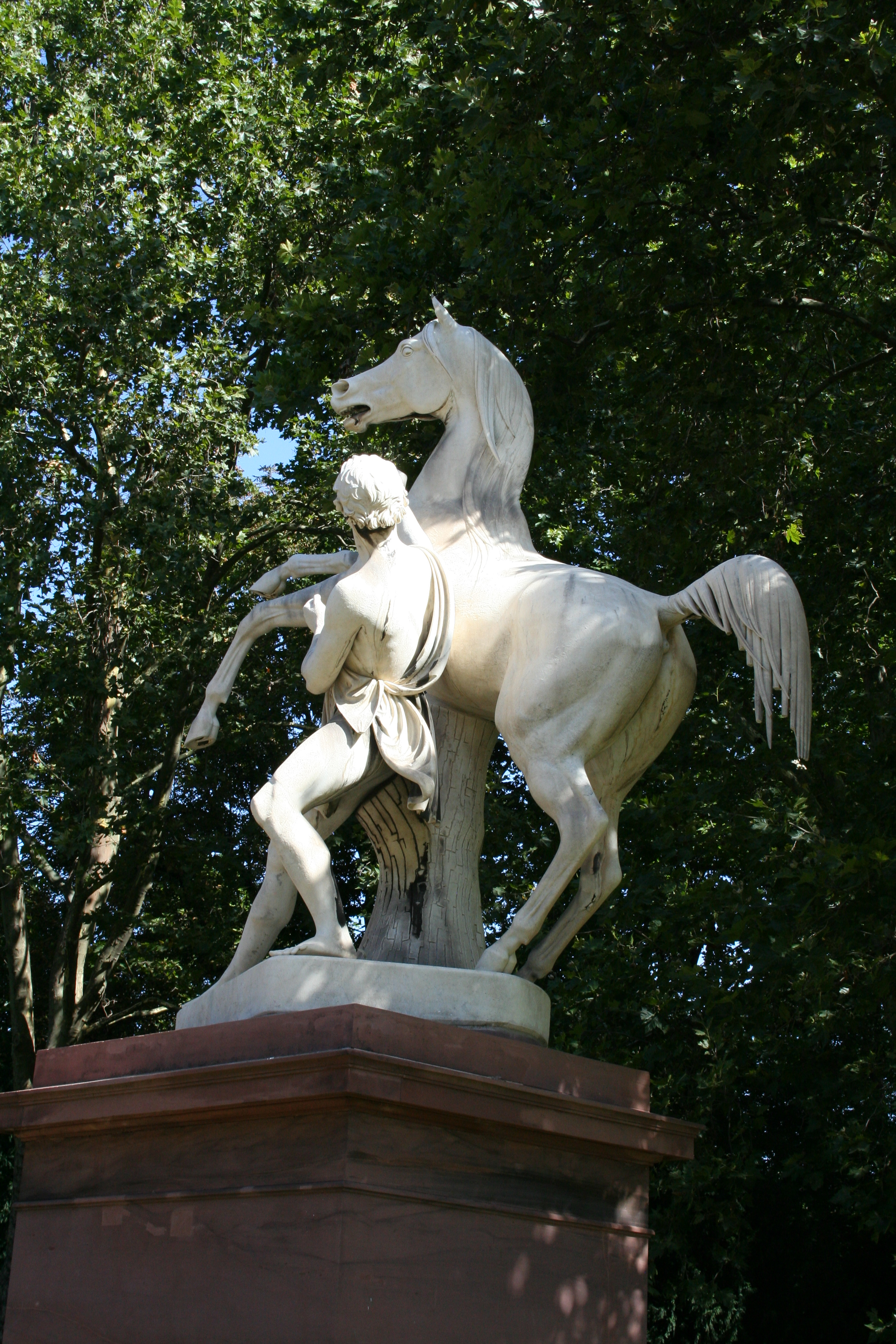
Rossebändiger im Unteren Schlosspark

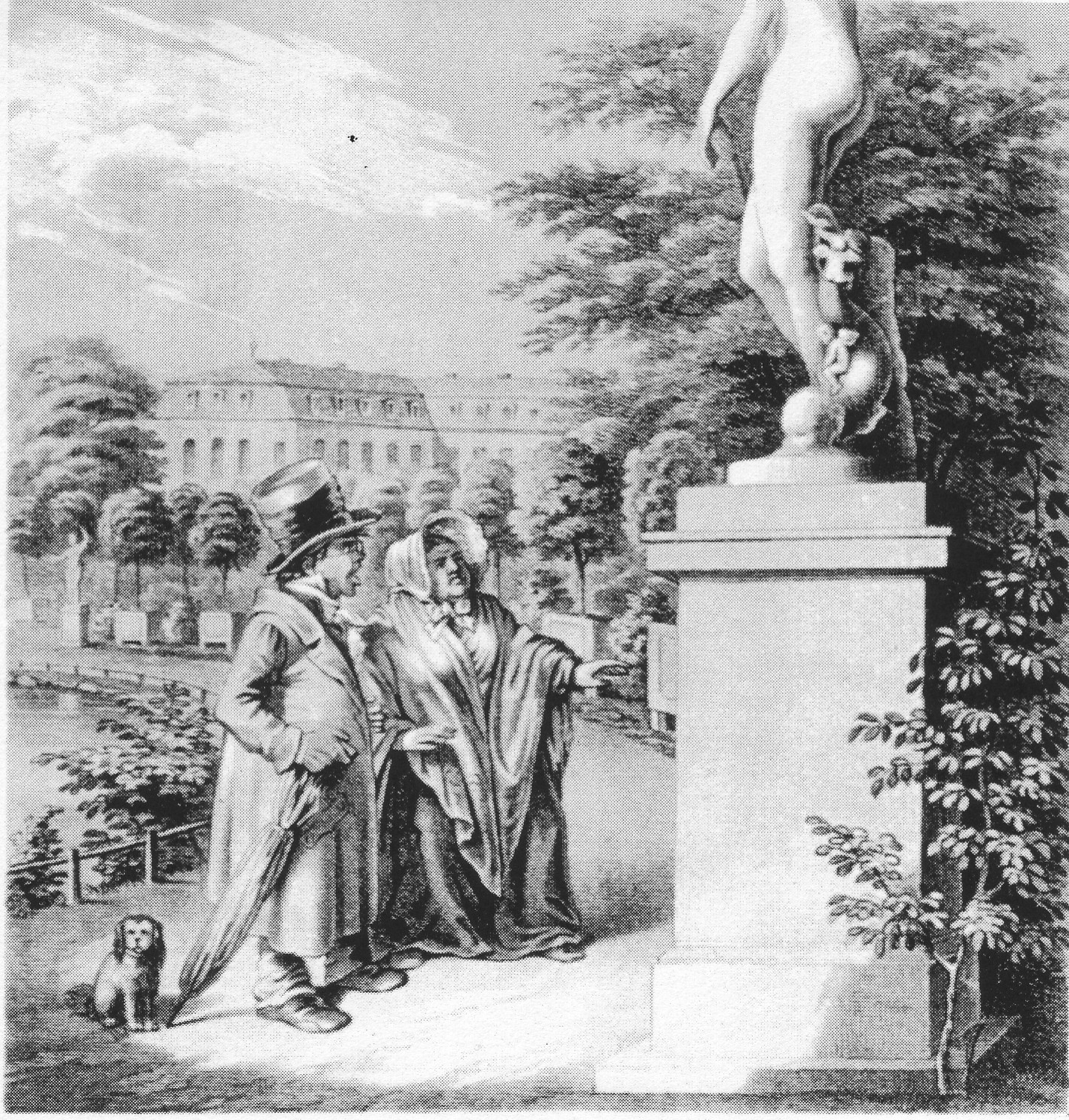
Empörte Bürger, Lithographie eines unbekannten Künstlers, um 1855.
1854 wurden in Stuttgart beim Neuen Schloß Kopien antiker Statuen von Ludwig Hofer aufgestellt. Die Nacktheit einiger Figuren verursachte in weiten Kreisen der Bevölkerung sittliche Empörung.

Johann Ludwig Hofer, ab 1851 von Hofer, (* 20. Juni 1801 in Ludwigsburg; † 6. März 1887 in Stuttgart) war ein deutscher Bildhauer.

## Leben und Werk
Ludwig Hofer erhielt seine erste Ausbildung in seiner Geburtsstadt und in Stuttgart und wurde 1819 von Leo von Klenze nach München berufen, um an den Ornamenten der Glyptothek mitzuarbeiten.
Nach vierjähriger Tätigkeit ging er nach Rom, wo er 15 Jahre blieb. In Thorvaldsens Werkstatt, in der er die ersten fünf Jahre arbeitete, führte er den von jenem entworfenen knienden Engel mit dem Taufbecken aus.
1838 nach Stuttgart zurückgekehrt, brachte er als eigenes Werk eine Psyche mit, welche von dem König von Württemberg gekauft wurde.
Mit Aufträgen des Letzteren ging er wiederholt nach Italien, hauptsächlich zur Ausführung von drei kolossalen Marmorgruppen, zwei Rossbändigern und dem Raub des Hylas, für den Stuttgarter Schlossgarten.
Teils aus eigenem Entschluss, teils im Auftrag des Königs begann er sodann die Nachbildung einer Anzahl der berühmtesten antiken und modernen Statuen (u. a. Ceres und Flora, Vénus d’Arles), welche fast sämtlich zur Ausschmückung des Stuttgarter Schlossgartens sowie des königlichen Landhauses Schloss Rosenstein verwendet wurden.
Dort befindet sich auch ein treffliches Originalwerk von Hofer, ein zorniger Amor. 1857 bis 1859 schuf er das 4 m hohe bronzene Reiterstandbild des Herzogs Eberhard im Bart, im Hof des Alten Schlosses in Stuttgart. Sein Werk ist auch die bronzene Concordia auf der Jubiläumssäule König Wilhelms I. vor dem neuen Schloss, der goldene Merkur auf der Merkursäule an der Alten Kanzlei und das Reiterstandbild König Wilhelms I. im Vorhof der Alten Staatsgalerie. 1880 fertigte er noch eine Marmorgruppe, den Raub der Proserpina darstellend (Städtisches Lapidarium in Stuttgart). Er starb im Alter von 85 Jahren am 6. März 1887 in Stuttgart. Sein Grab mit einer Marmorbüste Ludwig Hofers von Theodor Bausch (siehe Titelbild) befindet sich in Abteilung 8 auf dem Pragfriedhof in Stuttgart.

## Ehrungen
Ludwig von Hofer wurde 1850 mit dem Ritterkreuz erster Klasse des Ordens der Württembergischen Krone ausgezeichnet, welches mit dem persönlichen Adelstitel verbunden war.
Andere Darstellung: In einer Audienz mit König Wilhelm I. (Württemberg) am 25. März 1851 wird Hofer offiziell in den Rang eines württembergischen Hofbildhauers erhoben und als „von Hofer“ geadelt. In einem Brief vom 24. März unterzeichnete Hofer noch mit „L. Hofer“, während seine Korrespondenz seither mit „v. Hofer“ unterschrieben wurde.
1884 wurde Hofer zum Ehrenbürger der Stadt Stuttgart ernannt. 1905 wurde die Ludwig-Hofer-Straße in Stuttgart-Nord nach ihm benannt.

## Ausgewählte Werke

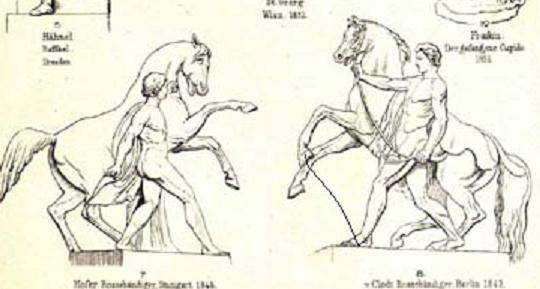
Die Rossbändiger, 1842–1849, Stuttgart, Eingang des Unteren Schlossgartens
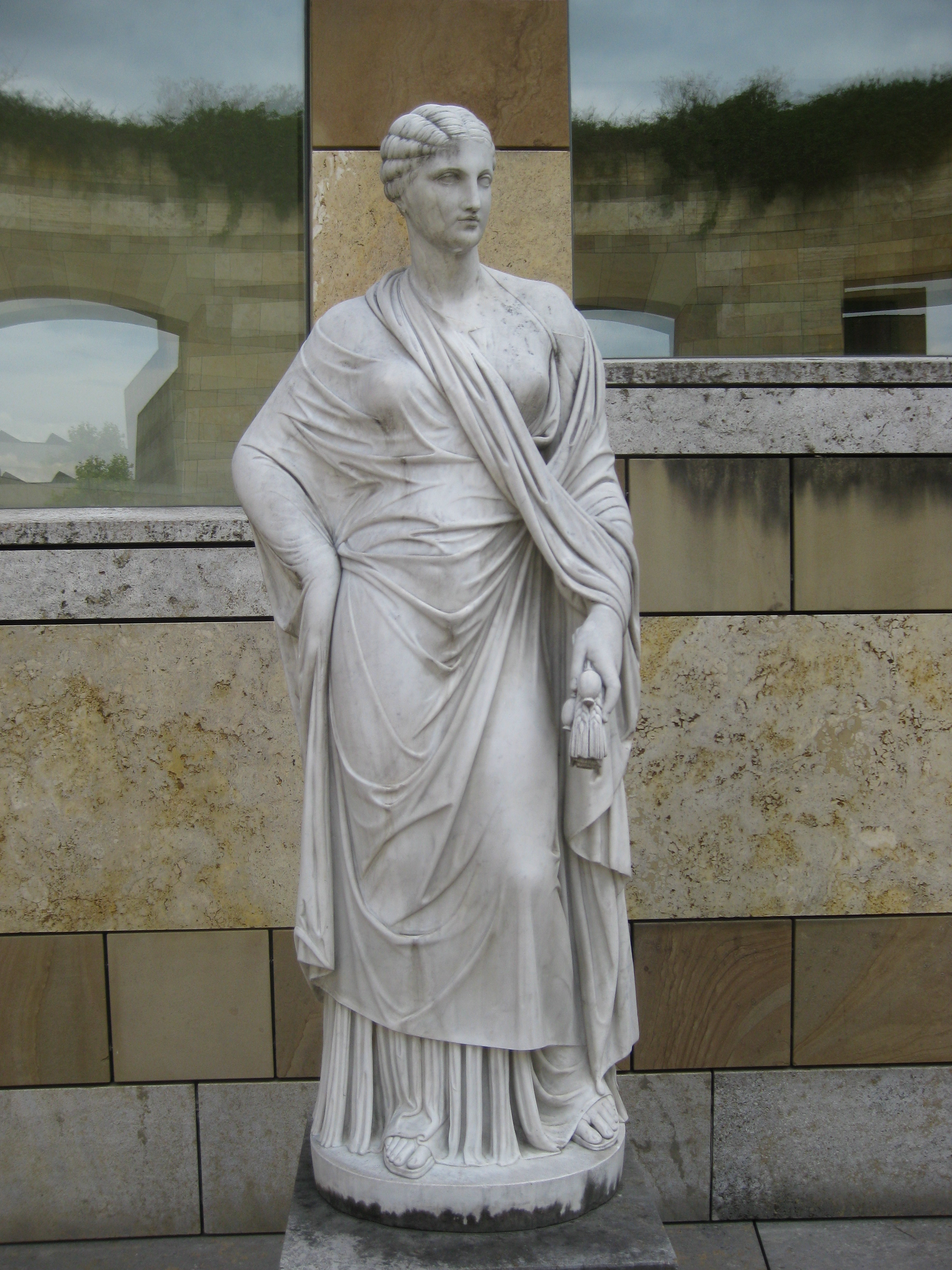
Ceres, 1851–1854, Stuttgart, Rotunde der Staatsgalerie
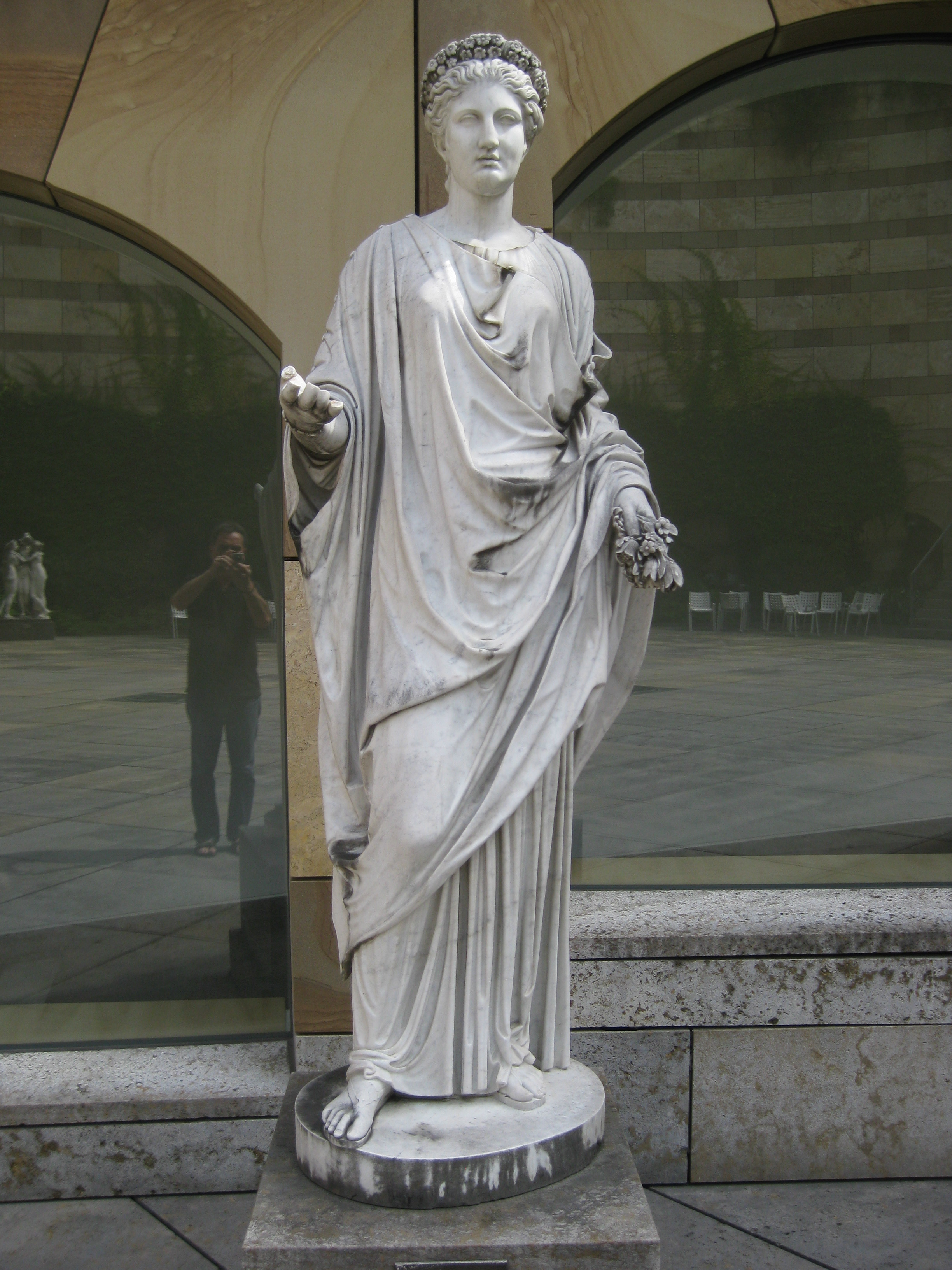
Flora, um 1855, Stuttgart, Rotunde der Staatsgalerie
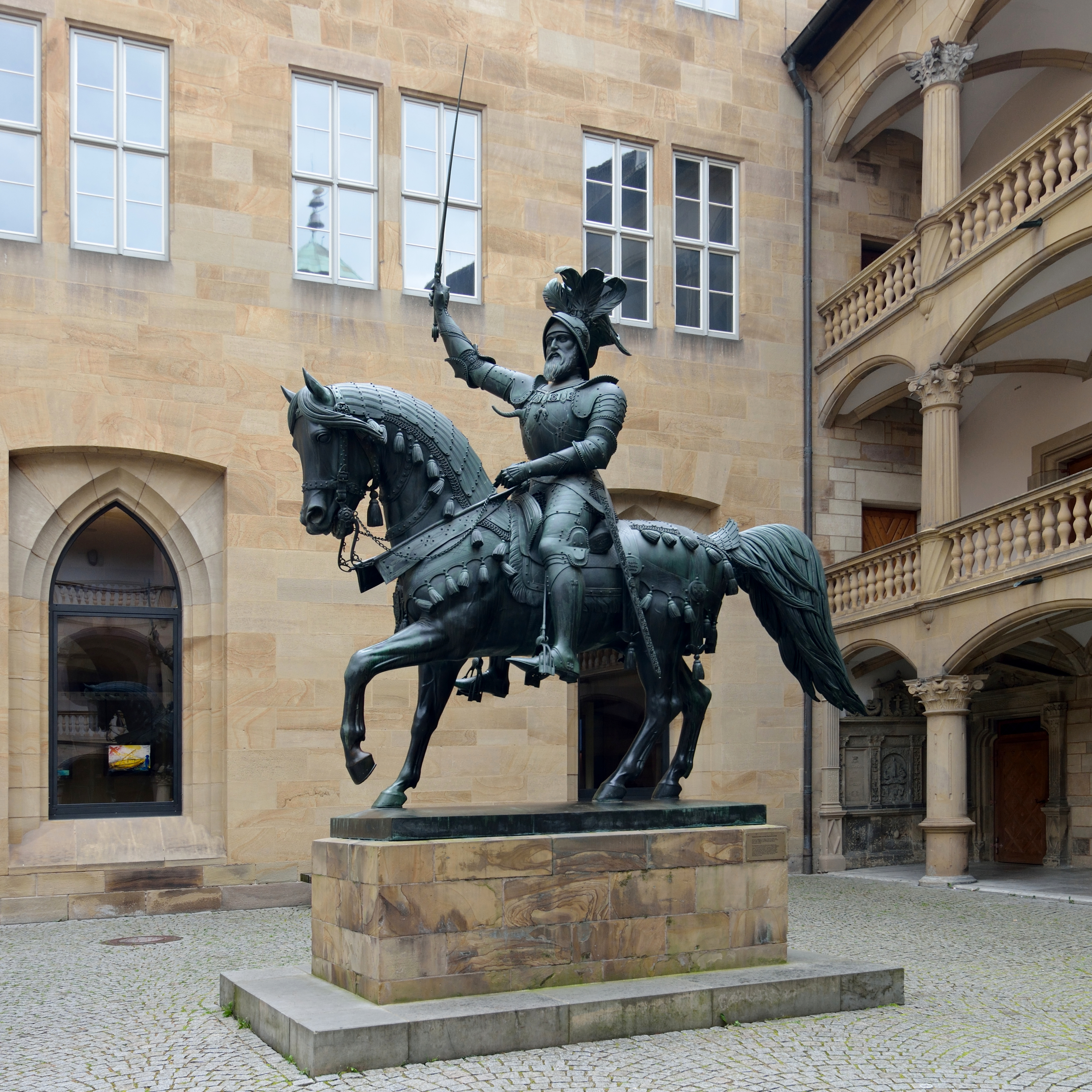
Bronzenes Reiterstandbild Herzog Eberhard im Barte, 1857–1859, Stuttgart, Innenhof des Alten Schlosses
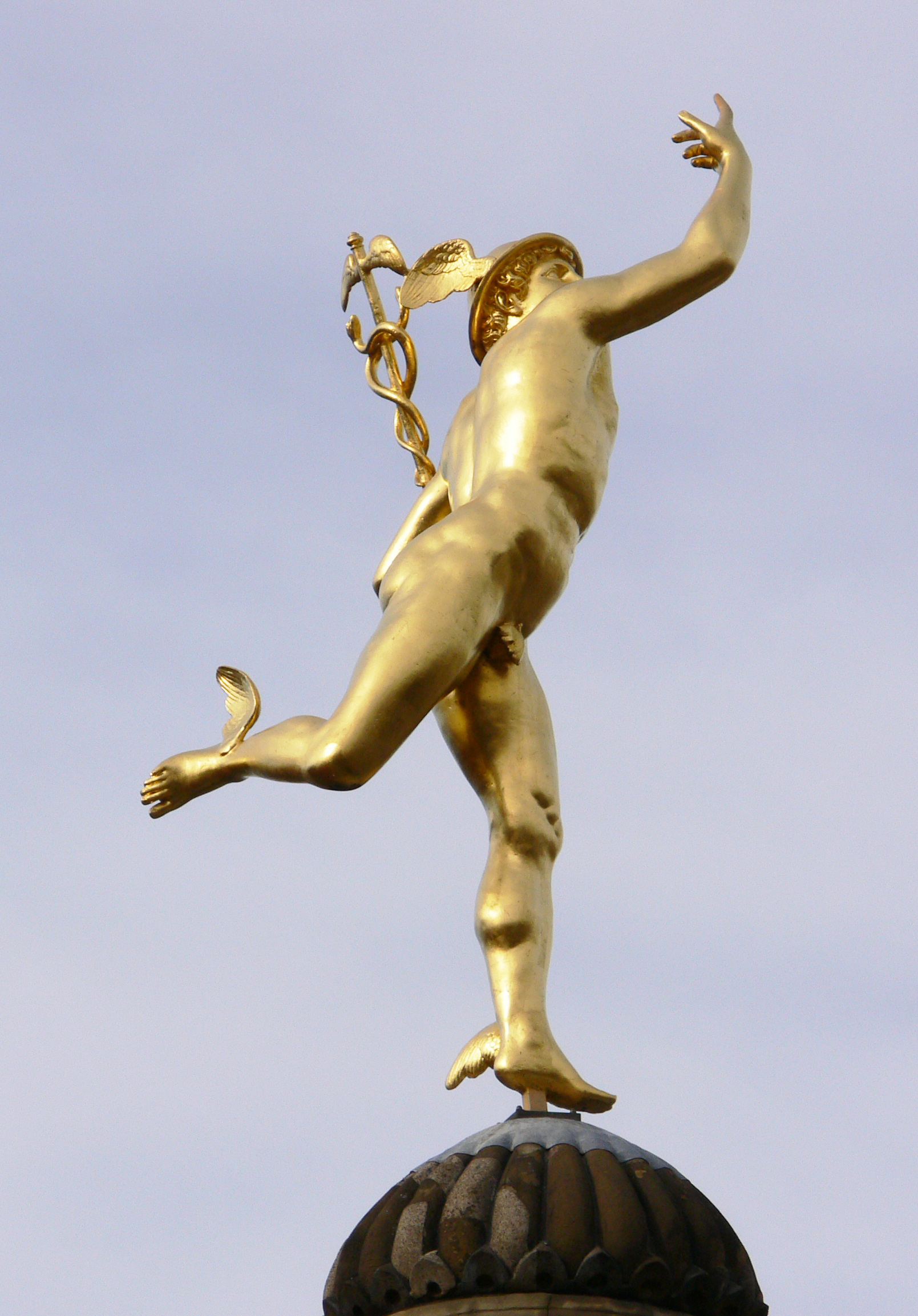
Vergoldete Statue des Merkur nach dem Merkur von Giovanni da Bologna in Florenz, 1861–1862, Merkursäule an der Alten Kanzlei in Stuttgart
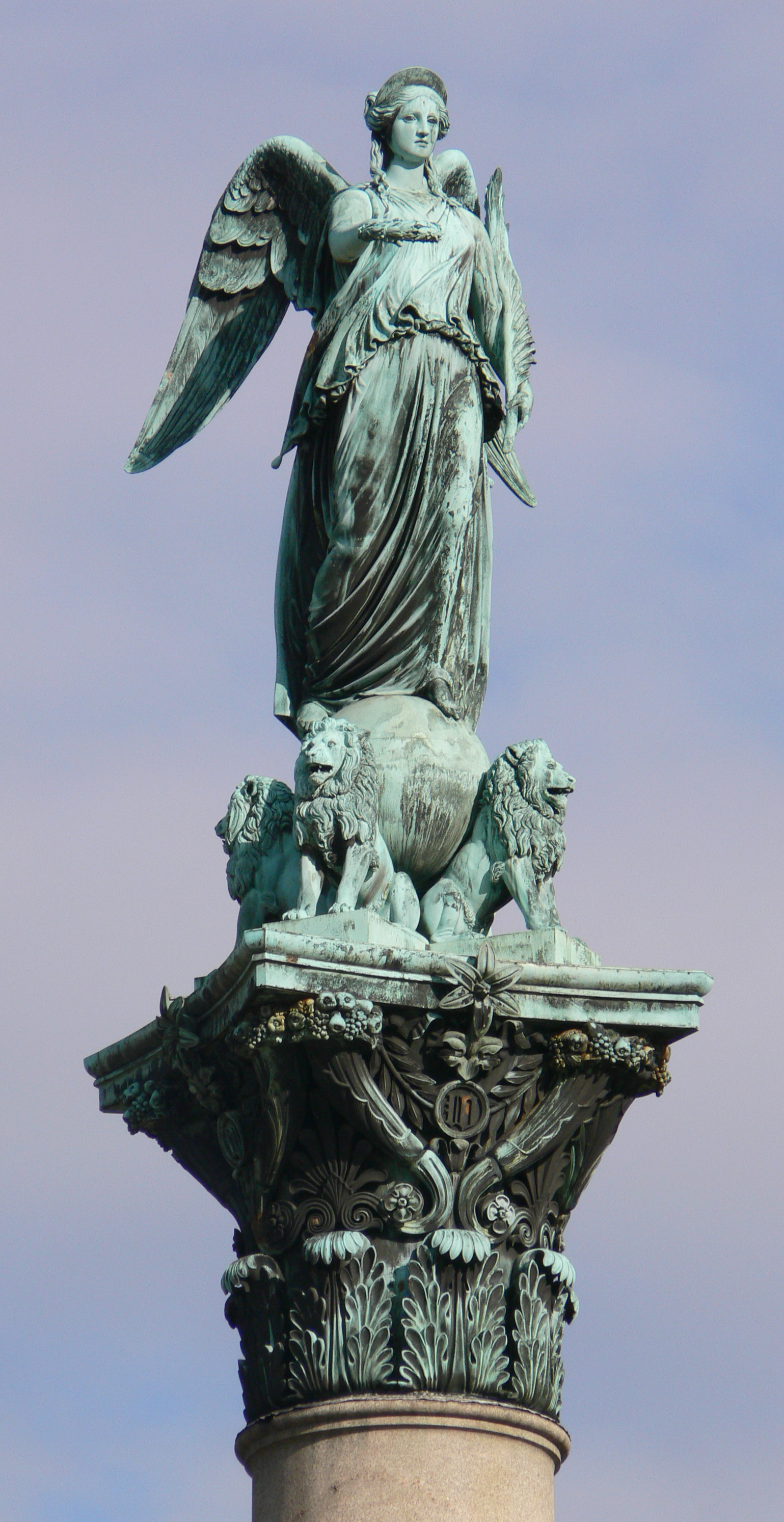
Concordia, 1863, Stuttgart, Schloßplatz
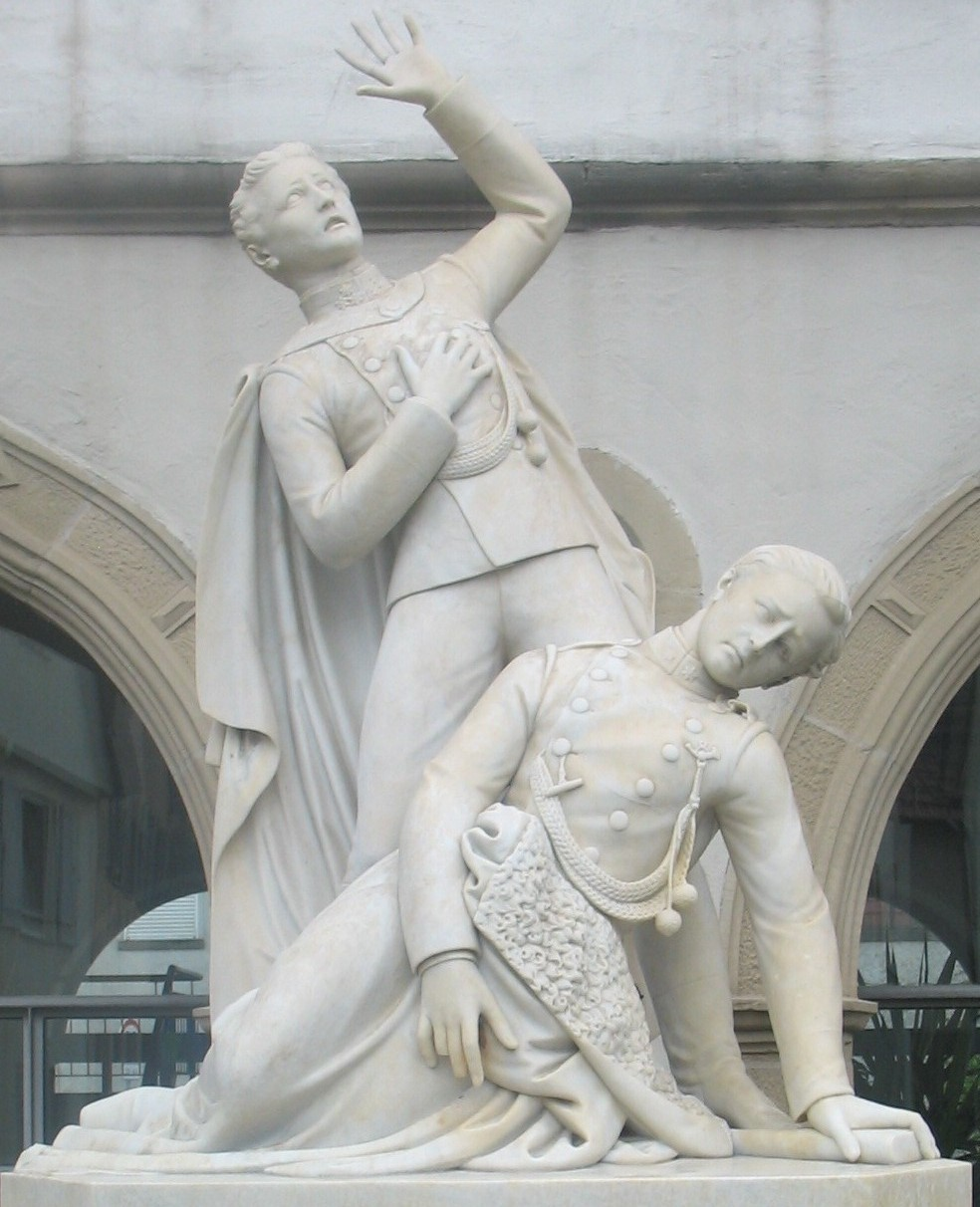
Denkmal für Erich und Axel von Taube, die gemeinsam am 2. Dezember 1870 in der Schlacht bei Champigny-Villiers fielen, Carrara-Marmor, 1871–1875, Pleidelsheim, vor dem Alten Rathaus
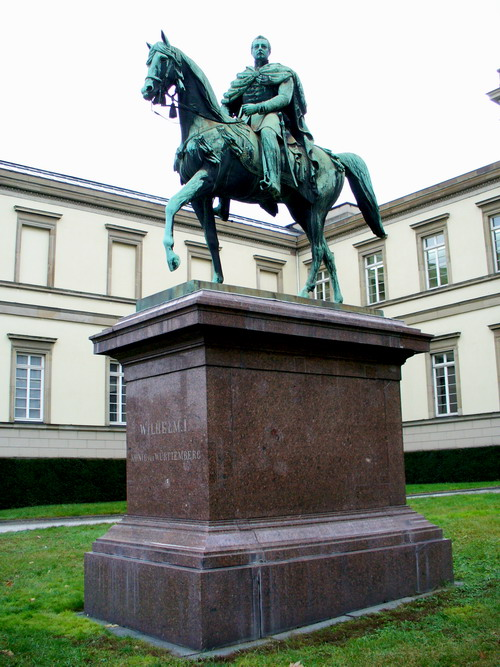
Bronzenes Reiterstandbild König Wilhelm I. von Württemberg, 1882–1884, Stuttgart, Vorhof der Alten Staatsgalerie